# Monti Taihang
I monti Taihang (cinese: 太行山S, TàihángshānP, T'ai-hang ShanW), noti anche come monti Taixing (太形山S, TàixíngshānP, T'ai-hsing ShanW), sono una catena montuosa della Cina settentrionale, estesa per circa 400 km da nord a sud, che forma il confine tra le province dello Shanxi e dello Hebei e tra l'altopiano dello Shanxi e la pianura della Cina del Nord. Alcuni scrittori occidentali, in passato, hanno chiamato erroneamente questa catena «monti T'ai-hsing».
I monti Taihang si formarono durante i processi orogenetici del Giurassico (circa 200-145 milioni di anni fa). I suoli sono del tipo forestale bruno e Cinnamon Soil. I monti si innalzano improvvisamente dalla pianura della Cina del Nord fino a un'altitudine di circa 1000-1200 m sul livello del mare; il monte Xiaowutai, nel nord-ovest della provincia dello Hebei, raggiunge i 2882 m. Un contrafforte della Grande Muraglia si estende da nord a sud lungo le colline pedemontane orientali. A sud, nella parte nord-occidentale della provincia dello Henan, i monti Taihang svoltano a ovest per formare l'angolo sud-occidentale dell'altopiano che sovrasta la pianura dello Huang He (fiume Giallo).
I monti sono drenati a est da numerosi affluenti del sistema del fiume Hai. Due di questi, i fiumi Hutuo e Zhang, si fanno strada attraverso la catena principale e drenano i bacini interni dietro le montagne.
I monti Taihang hanno storicamente costituito un ostacolo agli spostamenti tra Shanxi ed Hebei, e la frase «la strada sopra i Taihang» è stata a lungo una metafora poetica per le frustrazioni della vita. I principali percorsi attraverso le montagne erano i cosiddetti «sette passi dei Taihang», ma il più importante di essi era il passo di Jingxing, attualmente attraversato da un'autostrada che congiunge Shijiazhuang (Hebei) a Taiyuan (Shanxi).
Lungo il ripido versante orientale dei monti vi sono ricchi giacimenti di carbone facilmente raggiungibili, che vengono estratti nell'area meridionale attorno ad Handan (Hebei). Anche il versante occidentale della catena, che fronteggia l'altopiano dello Shanxi, è ricco di depositi di carbone, che vengono sfruttati a Yangquan nel nord e a Changzhi nel sud.